# Tauraco porphyreolophus
Il turaco crestaviola (Tauraco porphyreolophus Vigors, 1831) è un uccello della famiglia Musophagidae.

## Sistematica
Tauraco porphyreolophus ha due sottospecie:
- Tauraco porphyreolophus chlorochlamys
- Tauraco porphyreolophus porphyreolophus

## Aspetti morfologici
Lungo circa 50 cm, è un uccello vivamente colorato che presenta una cresta cervicale viola scuro.

## Distribuzione e habitat
Questo uccello è presente nell'Africa sudorientale, dal Kenya al Sudafrica. Vive nelle foreste acquitrinose, nella macchia e lungo i fiumi che costeggiano le foreste.

## Biologia
Si ciba di frutta e di alcuni generi di funghi.
Il periodo riproduttivo va da ottobre a marzo e la femmina depone 2 o 3 uova.